# 阿西略區
阿西略區（西班牙語：Distrito de Asillo），是秘魯的一個區，位於該國東南部普諾大區的阿桑加羅省，面積392.38平方公里，海拔高度3,909米，2005年人口18,725，人口密度每平方公里48人。